# マリア・テレジア
マリア・テレジア （ドイツ語：Maria Theresia, 1717年5月13日 - 1780年11月29日）は、オーストリア女大公（在位：1740年 - 1780年）・ハンガリー女王（在位：同）・ボヘミア女王（在位：1740年 - 1741年　1743年 - 1780年）。実質的な「女帝」（下記参照）として君臨した。実際の称号は皇帝ではなく、「神聖ローマ皇后」だった。神聖ローマ皇帝 カール6世の娘で、ハプスブルク＝ロートリンゲン朝の皇帝フランツ1世の皇后・共同統治者。
オーストリア系ハプスブルク家男系最後の君主であり、彼女の次代から、つまり子供たちの代からが正式に、夫の家名ロートリンゲンとの複合姓（二重姓）でハプスブルク＝ロートリンゲン家となる。なお、マリア・テレジア本人が好んで使用した称号（サイン）は「Königin（女王）」と「Kaiserin（皇后）」の頭文字を取った「K.K」であり、以後のハプスブルク家で慣例的に用いられるようになった。

## 生涯

### 大公女時代

#### 生い立ち

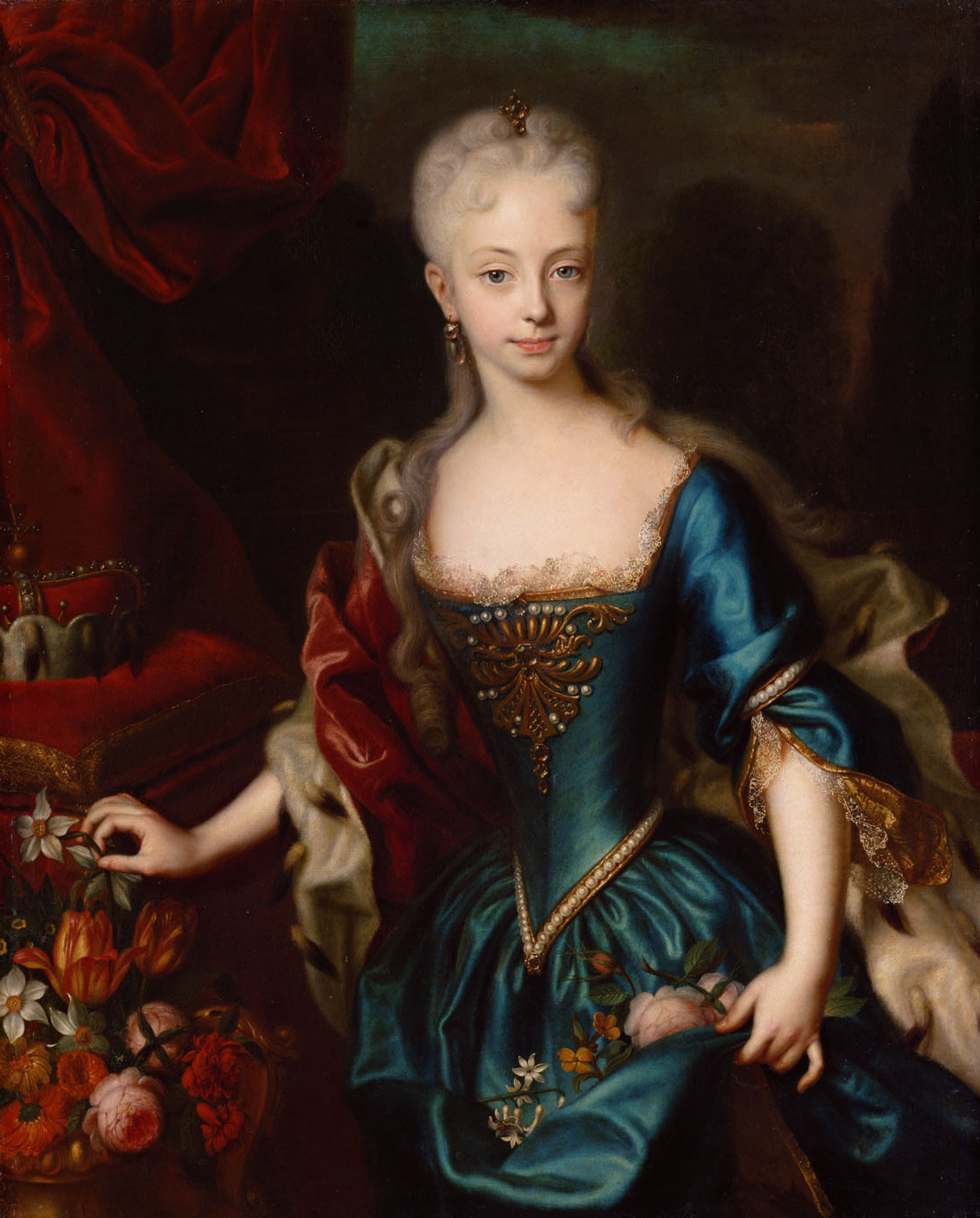
少女時代のマリア・テレジア

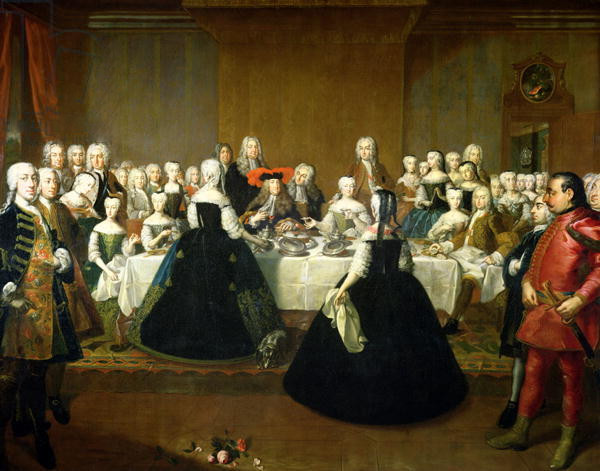
婚礼の日の朝食

1717年、ハプスブルク家の神聖ローマ皇帝カール6世と皇后エリーザベト・クリスティーネの長女として誕生した。カール6世の最初の女子であり、両親は遥かヨルダン川の水で洗礼を受けさせたり、マリアツェル教会に黄金の子供像を奉納したりと歓迎した。「小さなレースル」は母親譲りの輝く美貌を持ち、市民からの人気も高かった。
それまでハプスブルク家はサリカ法に基づく男系相続を定めていた。しかし、彼女の兄が夭折して以後、カール6世に男子が誕生せず、成人したのもマリア・テレジアと妹のマリア・アンナ（マリアンネ）のみであったことから後継者問題が表面化してくる。

#### ハプスブルク家の相続問題
マリア・テレジアの結婚について、オイゲン公はバイエルンとの縁組を勧め、また在ベルリンのオーストリア大使ゼッケンドルフやカール6世の侍従長バルテンシュタインらはプロイセン王太子フリードリヒ（後のプロイセン国王 フリードリヒ2世）との縁組を推薦した。なお、オイゲン公もフリードリヒを推薦したとの説もある。
しかし、ロレーヌ家は第二次ウィーン包囲においてオスマン帝国を敗走せしめた英雄シャルル5世の末裔であり、ハプスブルク家にとっても深い縁があったことから、カール5世の孫との縁組が決定される。ロレーヌ公 レオポルトの3人の息子は1723年からウィーン宮廷へ留学し、長男クレメンスが婚約者候補となったが、同年に病没する。そこで次男フランツ・シュテファン（愛称:フランツル）が婚約者候補となり、またカール6世もフランツのことを大変気に入り、好待遇を受けるようになった。マリア・テレジアは6歳の時に15歳のフランツと出会い、憧憬はやがて愛情へ変わり、その様子は「夜は彼のことを夢見、昼は女官たちに彼のことを話している」とイギリス大使が記している。
1736年2月12日、アウグスティーナ教会で2人は婚礼を挙げた。この時、マリア・テレジアのドレスの裾を持ったのは、慣例に反して教育係であったシャルロッテ・フックス伯爵夫人（フルネームはカロリーネ・フォン・フックス＝モラールト）であった。当時の王族としては奇蹟にも近い恋愛結婚であった。結婚に際しフランツは、フランス国王ルイ15世の理解を得るため、領地ロレーヌ公国をフランスへ割譲しなければならず、代わりにトスカーナ大公の地位を得た。
カール6世は、オイゲン公の「王女には紙切れよりも強力な軍隊と財源を残すべし」という進言を尻目に、『プラグマティッシェ・ザンクティオン』（国事詔書:Pragmatische Sanktion）を出して国内および各国に、彼女のオーストリア・ボヘミア・モラヴィア・ハンガリーなど、ハプスブルク家世襲領の相続を認めさせた。また、女子が皇帝になることはできなかったため、帝位には娘婿フランツ・シュテファンが就くこととした。しかしカール6世はそれでもなお男児（孫）の誕生を夢見ており、彼女に政治家としての教育は施さなかった。このため、マリア・テレジアの幼少期の公式記録は、ほとんど残されていない。
このような政治的事情の一方、マリア・テレジアとフランツ・シュテファンの仲はすこぶる円満であるが、結婚後4年のうちに連続して3人の大公女が誕生したため、反オーストリア側諸国の煽動もありフランツが批判を受ける。1737年、フランツはトスカーナ大公となり、1739年1月に夫妻はトスカーナを訪問する。フランツは同地の財政を立て直し、以後オーストリアの財政基盤となった。

### オーストリア継承戦争

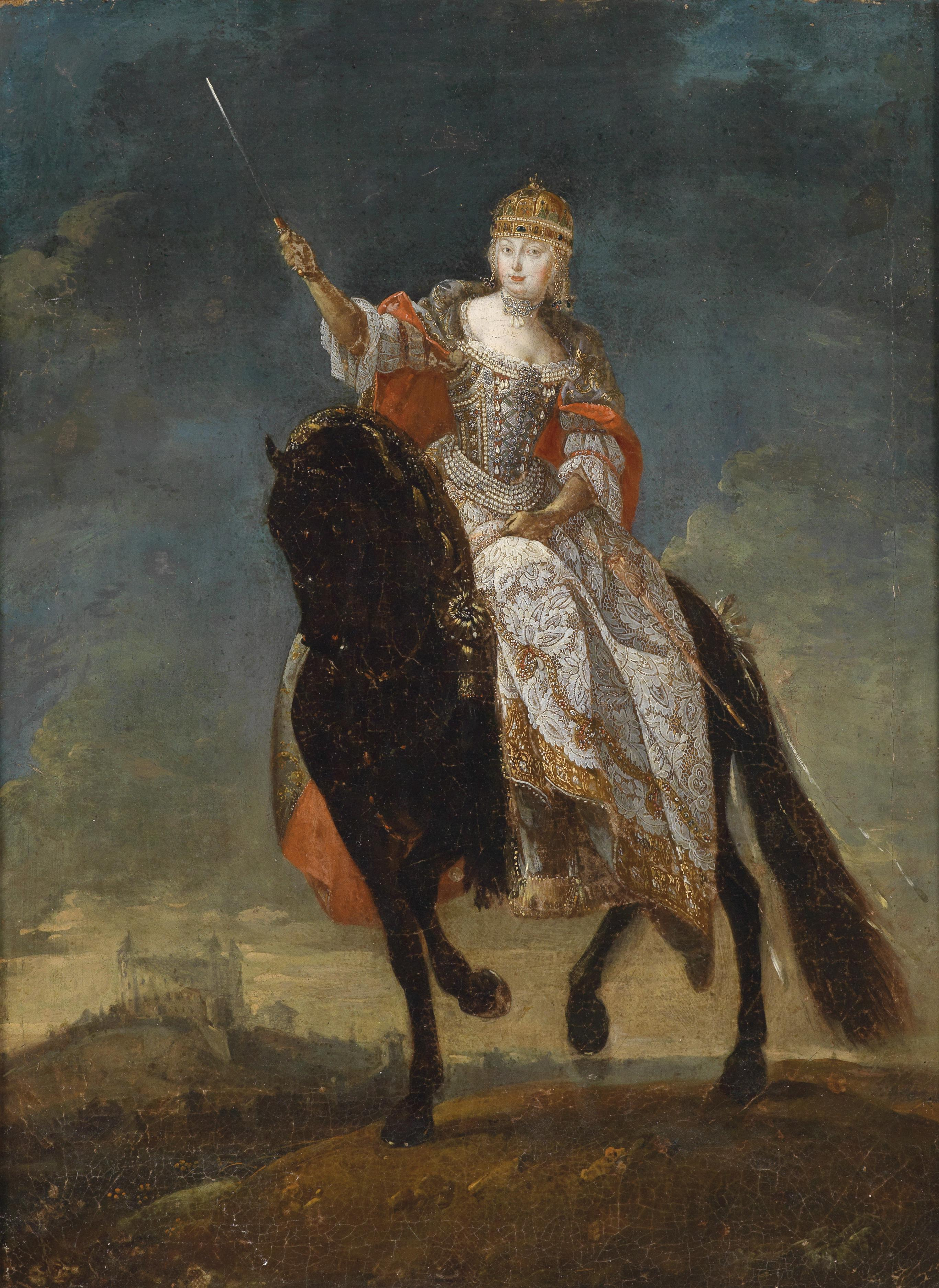
ハンガリー女王として

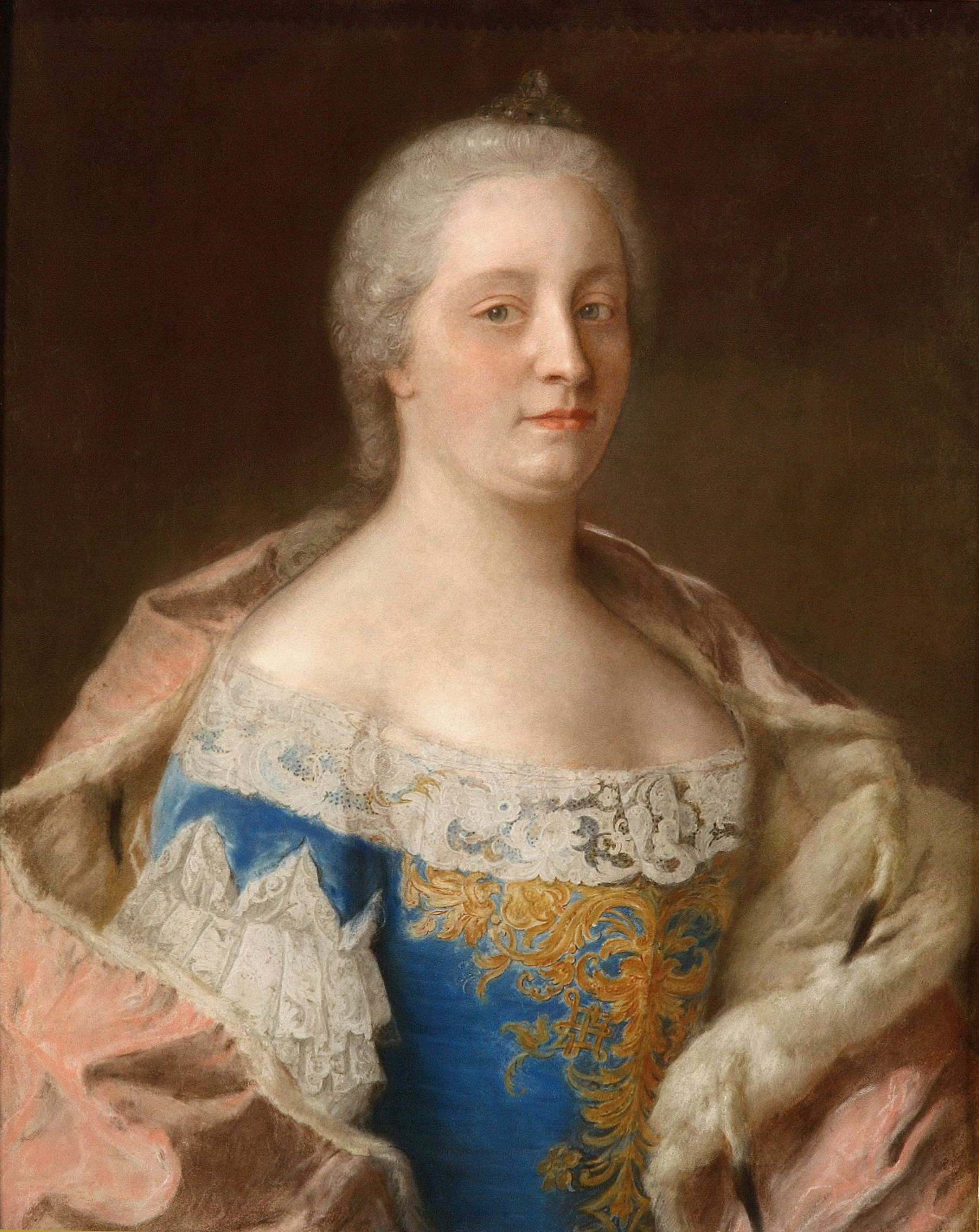
1743~1745年頃

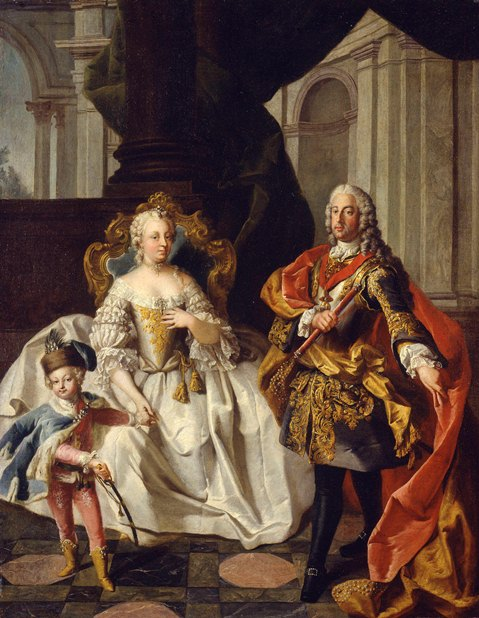
1747年、皇帝夫妻とヨーゼフ

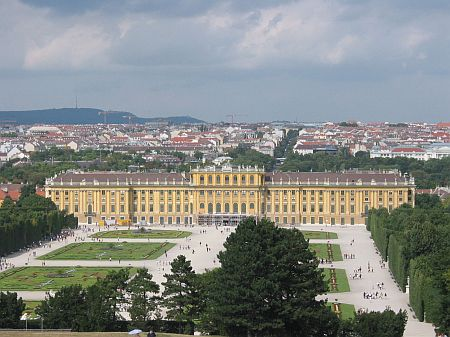
シェーンブルン宮殿

相続問題の見通しの甘さはカール6世の崩御後、すぐに露呈する。1740年10月20日、カール6世が突如崩御すると、国本勅諚の「ハプスブルク家の領地は分割してはならない」を公然と無視し、周辺諸国は娘の相続を認めず、領土を分割しようと攻め込んできた。これがオーストリア継承戦争（1740年 - 1748年）である。フランス王国・スペイン王国などの列強のみならず、ブランデンブルク＝プロイセン・バイエルン選帝侯領・ザクセン選帝侯領なども叛旗を翻した。マリア・テレジアは当時23歳（しかも第4子を妊娠中）で、いかなる政治的教育も受けていなかった。各国の大使は本国に彼女が無知だと報告したが、グレートブリテン王国のみが「毅然とした態度や落ち着きに非凡の才あり」と注意を促した。
1740年12月16日、プロイセン国王 フリードリヒ2世が最初に、自領の南にあるハプスブルク家領のシュレージエンに侵攻した。プロイセン国王は、孤立しているハンガリー女王 マリア・テレジアを守護（有事における支持と軍資金の提供）するための出兵であるとして、代償として300万グルテンとシュレージエン割譲を求めたが、使者の到着より侵攻が先であった。これに対して動揺する老臣らに、マリア・テレジアはシュレージエン防衛の決意を明らかにし、第一次シュレージエン戦争、オーストリア・ザクセン戦争が勃発した。さらに、バイエルン選帝侯 カール・アルブレヒトもオーストリアの敵に回った。
1741年3月13日に待望の男児ヨーゼフが誕生し、国内の士気は大いに上がる。しかし4月10日にはモルヴィッツの戦いで大敗。これをうけてフランスもプロイセンに加勢し、西側を包囲された四面楚歌の状況にあって、マリア・テレジアは東方のハンガリーに救いを求める。ハンガリーはドイツ人から見れば異民族であり、心情的には長年対立していた。マリア・テレジアは夫と子供たちを伴いプレスブルク（ブラチスラヴァ）へ赴き、6月25日にハンガリー女王として即位した。美しく力強い女王の姿は、好印象を与えた。ここでハンガリー議会（等族議会）と交渉を開始する。9月には幼いヨーゼフを抱き「この子を抱いた私を助けられるのはあなたがただけなのです」と演説。数か月にも及ぶ折衝の末、ハンガリーは「我々は我が血と生命を女王に捧げる」と誓約し、特権と引き換えに資金と兵力を差し出した。ハンガリーの兵力は小規模なものであったが、瓦解寸前のオーストリアに忠誠を誓った事実は、敵側に大きな動揺を与えた。なおハンガリーは、後世までオーストリア軍の主力として勇名を馳せることとなる。
1742年5月、コトゥジッツの戦いにはフランツの弟カール・アレクサンダーを指揮官に抜擢した。このことも遠因で敗北し、7月に英国の仲介でプロイセンと一時的に休戦する。シュレージエンの割譲も容認せざるを得なかったが、これをもって占拠していたフランス・バイエルン連合軍がプラハから撤退してボヘミア（ベーメン）王位を奪還し、1743年5月12日、マリア・テレジアは同地でボヘミア女王として戴冠する。この時、何度も態度を豹変させるボヘミアの人々に対し彼女の怒りはただならぬものがあったが、カール・アルブレヒトに協力した貴族の一部と資金を工面したユダヤ人を追放したのみに留めた。カトリックの守護者としてユダヤ人には容赦がなかったが、後に経済面への打撃から撤回している。
こうした国家の緊急事態に際し、うら若いマリア・テレジアが諸国の侵攻に屈しなかったことは、彼女の評価を大いに高らしめ、後年になってフリードリヒ2世は「今のハプスブルク家では、稀に見る男性が統治している。ところがこの男性と言うのが女性なのだ」と評した。また長男ヨーゼフの誕生が、もしカール6世在世中であれば、マリア・テレジアは後見人の地位にとどまり、その政治的才能を発揮できなかっただろうという指摘もある。
一時は帝位もボヘミア王位も、フランス王に担がれたカール・アルブレヒト（神聖ローマ皇帝カール7世）に奪われていた。1744年、皇帝の守護を名目としてプロイセンが再侵攻した。しかし、プロイセンの軍事力と野望が表面化したため、休戦前とは逆にプロイセンが孤立する。翌1745年1月20日、カールはあっけなく病没し、皇帝選挙で1745年9月13日には9票中7票を獲得して夫フランツ・シュテファンを帝位に就けることに成功する。マリア・テレジアは帝位の奪還をことのほか喜び、懐妊中であったもののフランクフルトへ同行し、夫の晴れ姿を見ている。マリア・テレジアはドイツ各地で奉迎を受け、特に、フリードリヒ2世の最愛の実姉バイロイト辺境伯夫人ヴィルヘルミーネも謁見を申し出ている。
オーストリア側が優勢な戦闘もあったが、軍隊の質（多民族から構成、有力貴族のみを登用し有能なブロウネ将軍を冷遇するなど、構造そのものに問題があった）などの問題から、プロイセンに対しては全般に劣勢であり、戦争は膠着した。プロイセンの隣国ハノーファー選帝侯領と同君連合であった英国の仲介により、1745年のドレスデンの和においてプロイセンによるシュレージエン領有を承認した。
この間、1744年1月にただ一人の実妹マリア・アンナと、フランツの弟カール・アレクサンダーが結婚したが、同年末にマリア・アンナは死産の後、死去している。
主に英仏間で戦争は続行され、最終的に1748年のアーヘンの和約（エクス・ラ・シャペル条約）によって終結した。これにより、マリア・テレジアのハプスブルク家相続は承認されたものの、シュレージエンの割譲が決定的になった。
継承戦争の間、1743年から1748年にかけて夏の離宮シェーンブルン宮殿の造営に着手した。ホーフブルク宮殿とは異なり開放的で家庭的な居城となり、他国には見られないハプスブルク家を象徴するものとなった。

### 改革と外交革命

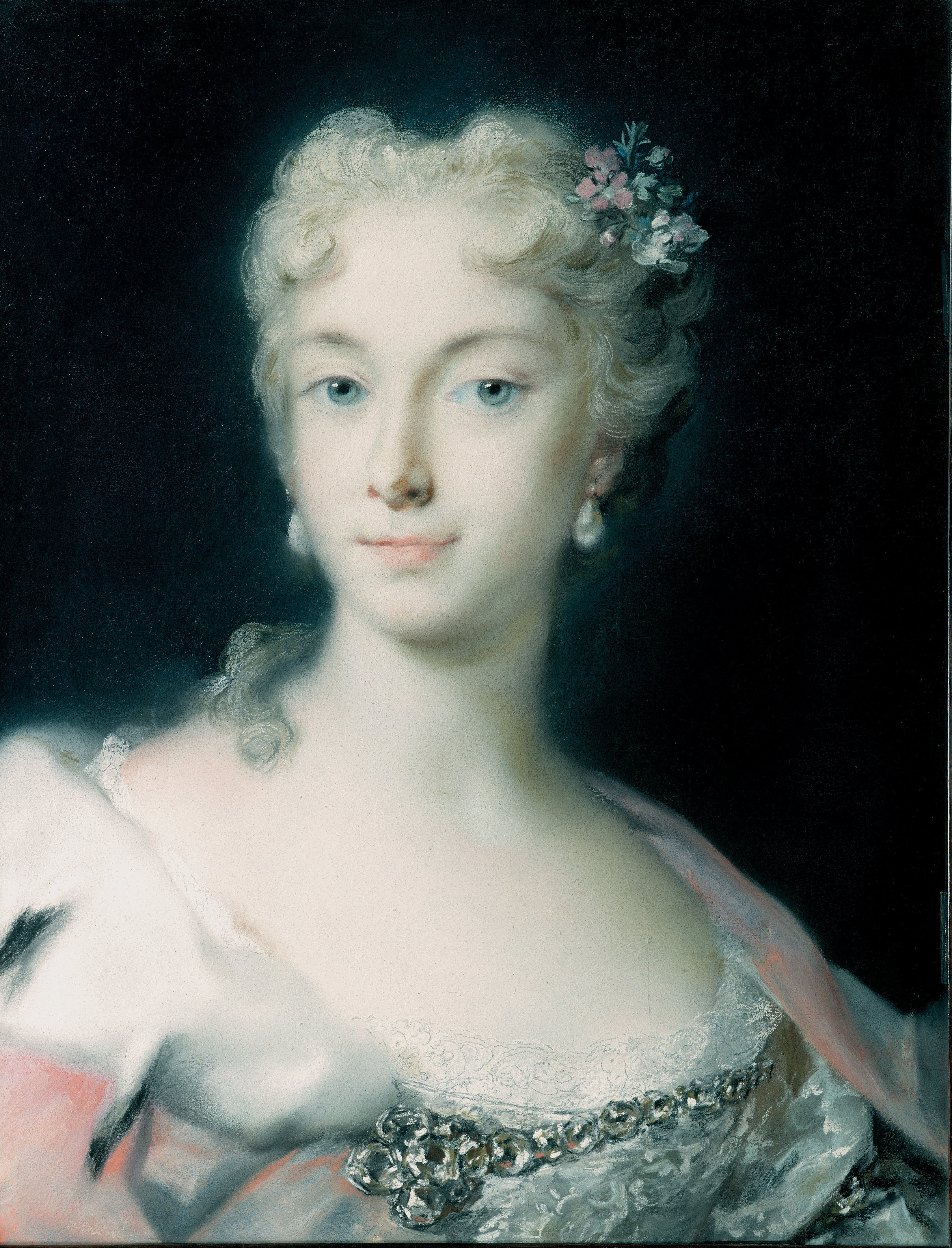
1730年のマリア・テレジア。ヴェネツィアの画家、ロザルバ・カッリエーラによる。

シュレージエンを奪還する目的で、ハウクヴィッツを登用しての内政改革や、ダウン将軍による軍改革を行う。
そして、外交面においてはカウニッツを登用してフランスに接近する。マクシミリアン1世以来長らく、ハプスブルク家とフランスとの間で抗争が続いていた。しかし、先の戦争で敵はフランスではなくプロイセンであることは明白で、英国との利害関係も一致していなかった。1749年3月7日の御前会議で、カウニッツはこうした現状分析の後、同盟国を英国からフランスへ変更することを奏上する。皇帝フランツや重臣たちは驚愕を隠せなかったが、マリア・テレジアはこれを支持する。会議以前に、カウニッツと討議しており、彼女が提唱した案がより洗練されていた。
1750年10月、女帝から全権を委任されたカウニッツはフランスへ向かう。マリア・テレジアは個人的にフランスの閨閥政治を嫌悪していたが、多額の資金を使ってフランスに侮られぬよう装い、ポンパドゥール夫人を通じ国王ルイ15世を懐柔した。また、同じくフリードリヒ2世を嫌悪するロシア帝国のエリザヴェータ女帝とも、難なく交渉はまとまった。しかし、ウィーンとサンクトペテルブルクの中立地としてザクセンのドレスデンで交渉したことから、プロイセン側もオーストリアとロシアの接近を察知した。
先手を打ったのはプロイセンで、1756年1月16日、英国と第4次ウェストミンスター条約を結ぶ。5月1日、ヴェルサイユ条約をもってオーストリアとフランスが遂に同盟を結ぶ。こうして作られたプロイセン包囲網を、マリア・テレジア、エリザヴェータ女帝、ポンパドゥール夫人にちなみ「3枚のペチコート作戦」と呼ぶこともある。マリア・テレジアはポンパドゥール夫人に深く感謝し、高価な贈り物をしたが、矜持から感謝状は書かなかった。またこれに伴い、生後間もないマリア・アントニア（マリー・アントワネット）の婚約も内定した。

### 七年戦争
1756年8月29日、プロイセン王国がザクセン選帝侯領に侵攻して戦端を開く。後に七年戦争と呼ばれるこの戦争は、前回と違ってフランスやロシアの同盟を得たオーストリアが優勢に戦争を進め、特に1759年8月12日、クネルスドルフの戦いではフリードリヒ自らも被弾するほどの打撃を与えた。しかし、オーストリア、ロシア側が受けた被害と政治的事情から、ダウン将軍はグーベン協定によりベルリン攻撃を避けた（ブランデンブルクの奇跡）。その後も、圧倒的な勢力差からプロイセンは窮乏し徐々に追い詰められていくが、オーストリアもまた資金難に陥っていった。一方、新大陸での戦線で英仏はそれぞれ打撃を受け、英国は1761年10月プロイセンへの援助を打ち切る。
持久戦によるプロイセンの全面降伏を目前にして戦況が大変化を遂げたのは、1762年1月5日、エリザヴェータ女帝崩御によるピョートル3世の即位である。ピョートル3世はフリードリヒ崇拝者であり、ロシアが最終的に戦争そのものから離脱した。その後オーストリアが敗戦したことで、マリア・テレジアはシュレージエン奪還を諦めざるを得なくなる。マリア・テレジアも自身の私物を売却していたほどに、国力は限界を迎えていた。こうして1763年2月15日のフベルトゥスブルク条約で、シュレージエンのプロイセンによる領有が固定化した。
オーストリア継承戦争と七年戦争を経て、オーストリア、プロイセン両国は近代国家としての制度を整備し、その後の発展の礎を築いた。大きなものには小学校の新設（後述）や、徴兵制度の改新が挙げられる。軍事行政委員が設置され、軍税徴収に関する等族の介入が排除された。1762年には軍事機構が宮廷軍事庁の下に統括され、宮廷軍事庁が最高決定機関となった。また、一般徴兵制が採用された。この徴兵制は全国民の無差別の兵役義務を承認しており（実際は身分差別あり）、農民出身であっても給料を得られるようになったことで、兵士たちが安定した生活を保証され、オーストリアの軍事力は格段に上がった。

### 政治家として

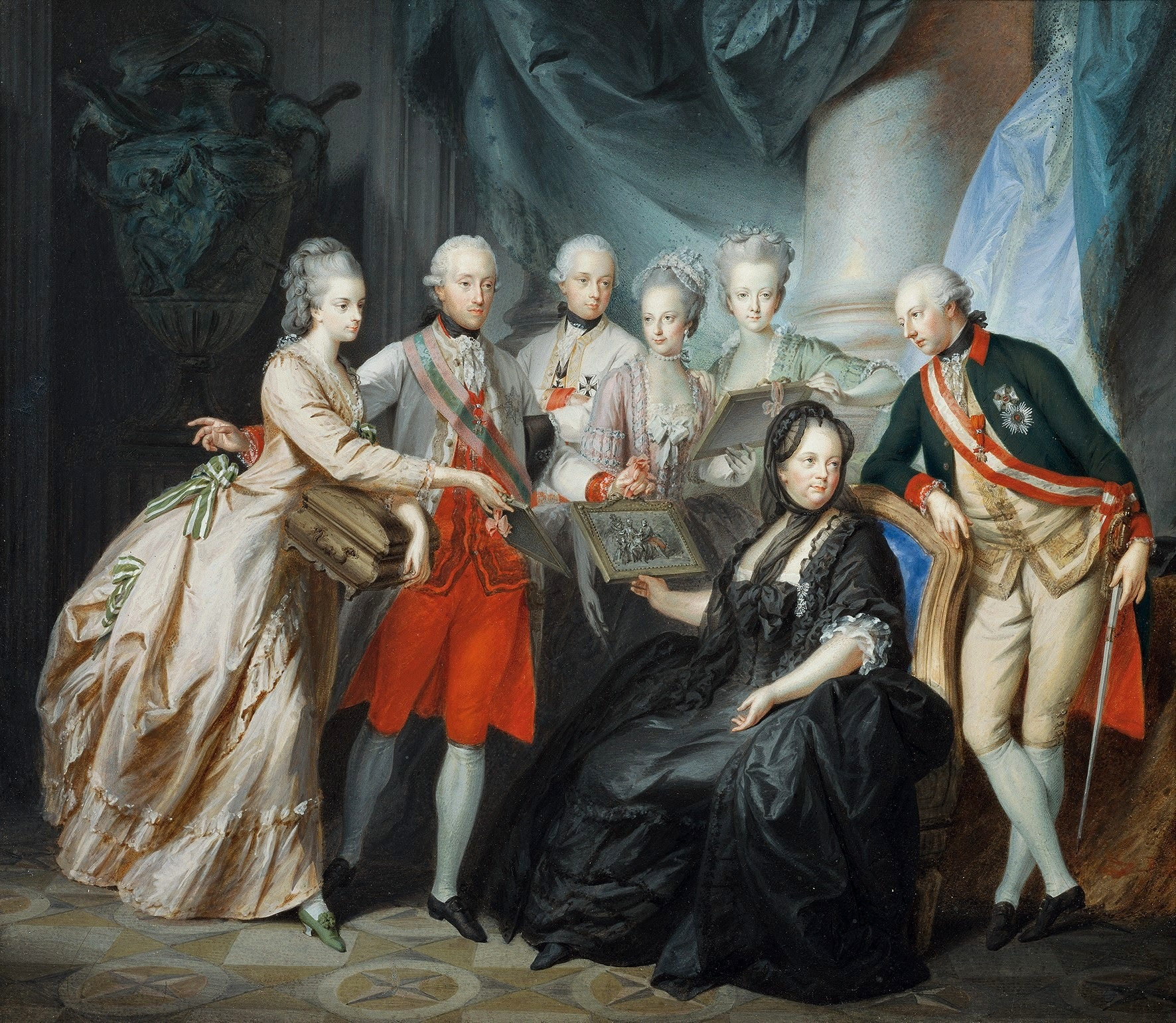
マリア・テレジアと子供達
（左からミミ夫妻、マクシミリアン、マリア・アンナ、マリア・エリーザベト、ヨーゼフ2世）

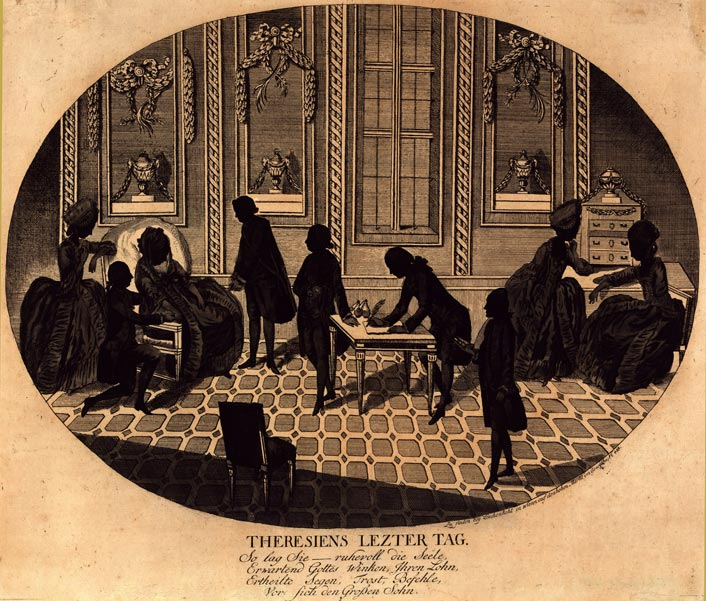
マリア・テレジアの崩御

1764年3月、かつて帝位をカール7世に奪われた経緯から、長男のヨーゼフをローマ王（神聖ローマ皇帝の後継者）へ推挙し、可決される。1765年8月18日、夫フランツが崩御する。マリア・テレジアは以後、喪服だけをまとって暮らし、しばしば夫の墓所で祈りを捧げた。翌1766年3月には、愛娘のマリア・クリスティーネ（愛称:ミミ）にのみ恋愛結婚を許可した上、多額の資金を与え、さらに比較的近距離のプレスブルクに居住させた。このことでマリア・テレジアは少し気が晴れたという。
七年戦争後もマリア・テレジアによる改革は進められた。しかし、この頃になると啓蒙主義的な官僚の勢いが強くなり、改革も次第に啓蒙主義的な色彩を帯びるようになる。衣装の自由化（1766年）やイエズス会の禁止（1773年）などが代表的であるが、彼女自身は次第に保守化した。また、イエズス会禁止により職がなくなった下位聖職者たちを中心に教員として採用し、他国に先駆け、全土に均一の小学校を新設、義務教育を確立させた。全国で同内容の教科書が配布され、各地域それぞれの言語で教育が行われた。
一方、オランダ出身の侍医であるファン・スウィーテン男爵によるウィーン大学医学部改革の後ろ盾となり、死体解剖を行うことを許容した。カトリック教徒であるマリア・テレジア自身も、旧来の信仰がオーストリア近代化の障壁となっていると認識していた。
息子ヨーゼフ2世は混乱もなく帝位に就いた。1765年から崩御までの間、ヨーゼフとの共同統治となる。しかし、その急進的な改革姿勢とはしばしば意見が対立し、宰相カウニッツも彼女への不満を書き残している。特にヨーゼフが1772年、マリア・テレジアの反対を受け入れず、第1回ポーランド分割に加わったことは彼女を深く悲しませ、その晩節を汚すものとされる。さらに1777年末以降、バイエルン継承戦争をめぐってもヨーゼフと対立する。
1780年11月中旬、マリア・テレジアは散歩の後に高熱を発し、約2週間後の11月29日、ヨーゼフ2世、ミミ夫妻、独身の娘たちに囲まれながら崩御した。病の床では、フランツの遺品であるガウンをまとっていたという。遺体は最愛の夫フランツと共に、ハプスブルク家の墓所であるカプツィーナー納骨堂に埋葬されている。

## 子女
父カール6世が後継者問題で悩んだため、彼女はできるかぎり子を産もうと考えていた。マリア・アントーニア出産時以外は安産であったという。
- マリア・エリーザベト（1737年 - 1740年）
- マリア・アンナ・ヨーゼファ・アントニア（1738年 - 1789年） - エリーザベト修道院に入る
- マリア・カロリーナ（1740年 - 1741年）
- ヨーゼフ2世（1741年 - 1790年） − 神聖ローマ皇帝・ハンガリー国王・ボヘミア国王
- マリア・クリスティーナ（1742年 - 1798年） - テシェン公 アルベルト・カジミール妃　テシェン女公・ネーデルラント総督
- マリア・エリーザベト（1743年 - 1808年） −　インスブルック修道院長
- カール・ヨーゼフ（1745年 - 1761年）
- マリア・アマーリア（1746年 - 1804年） - パルマ公 フェルディナンド妃
- レオポルト2世（1747年 - 1792年） - トスカーナ大公　のち神聖ローマ皇帝・ハンガリー国王・ボヘミア国王
- マリア・カロリーナ（1748年）
- マリア・ヨハンナ・ガブリエーラ（1750年 - 1762年）
- マリア・ヨーゼファ（1751年 - 1767年）　−　ナポリ国王 フェルディナント4世との結婚直前に死去
- マリア・カロリーナ（1752年 - 1814年）　−　ナポリ国王 フェルディナンド4世（シチリア国王 フェルディナンド3世）妃
- フェルディナント・カール・アントン（1754年 - 1806年） - オーストリア＝エステ大公
- マリア・アントーニア（1755年 - 1793年） - フランス国王 ルイ16世妃 (マリー・アントワネット)
- マクシミリアン・フランツ（1756年 - 1801年） - ケルン大司教（選帝侯）

## 家庭生活

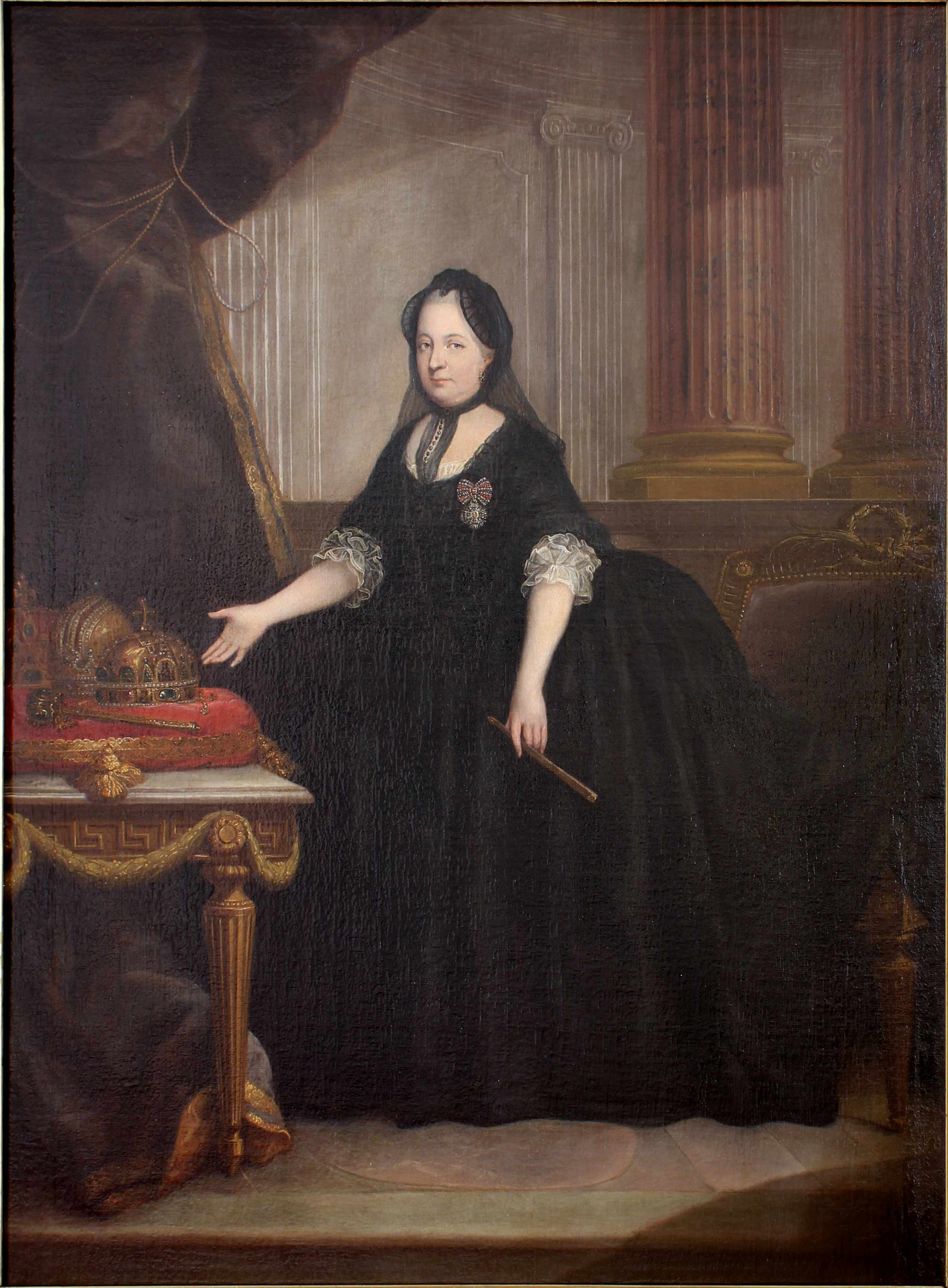
喪服のマリア・テレジア

個人的には、当時の王族としては珍しく、初恋の人である夫フランツ・シュテファンとは恋愛結婚で結ばれ、夫婦生活は非常に円満だった。フランツは時折、他の女性と浮き名を流すことがあったが、政治家として多忙な彼女はそれらを把握した上で容認した。また、夫が亡くなると、彼女はそれまで持っていた豪華な衣装や装飾品をすべて女官たちに与えてしまい、以後15年間、自らの死まで喪服だけの生活を送った。

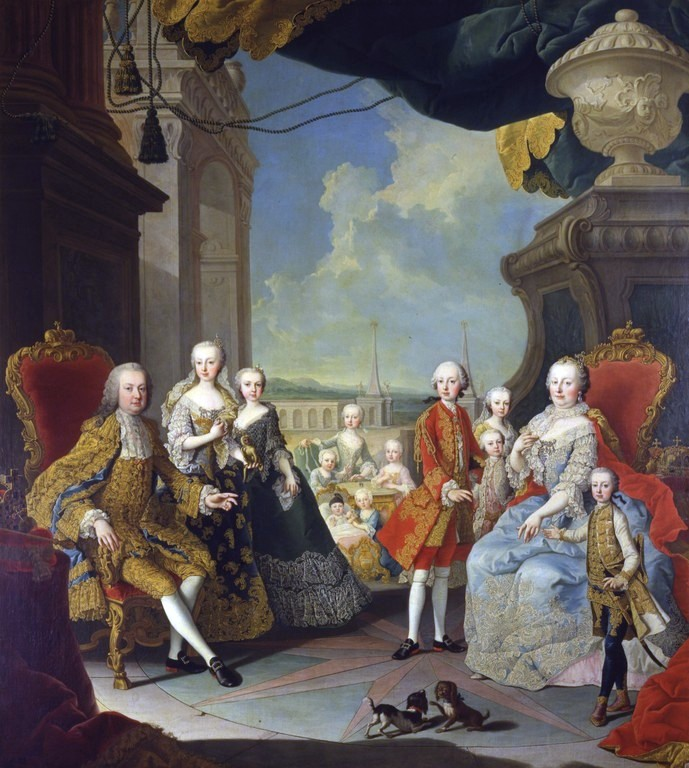
マリア・テレジアと家族たち

多忙な政務をこなしながら、フランツとの間に男子5人、女子11人の16人の子供をなした。子供に関しては、同じ誕生日ということもあって（5月13日）四女マリア・クリスティーナを最も可愛がり、彼女にだけは相愛のポーランド国王・ザクセン選帝侯 アウグスト3世の息子アルベルト・カジミールとの恋愛結婚を1766年に許している。このためマリア・テレジアの死後、この夫婦はヨーゼフ2世から冷遇された。マリー・アントワネットはマリア・クリスティーナの次に可愛がられていた。
また、身体に障害があり病弱であった次女マリア・アンナや反抗的なマリア・アマーリエに対しては生涯を通じて酷薄であった。彼女ら二人を厄介者呼ばわりして真っ先に嫌ったのが、他ならぬマリア・テレジア本人であった。
死の直前まで末娘でフランス王妃になったマリア・アントーニア（マリー・アントワネット）の身を案じていた。夫フランツ譲りの遊び好きな娘に対し、フランス革命の発生を警告する手紙を送っている。

## 結婚政策
プロイセン打倒のため、マクシミリアン1世の時代に始まる200年来の宿敵フランスと和解する必要から、娘や息子のほとんどがフランス、スペイン、イタリアのブルボン家の一族（多くはルイ15世の孫）と結婚している（詳細はヨーロッパの祖母も併せて参照）。
子女の主な政略結婚相手
- ヨーゼフ2世 ＝ マリア・イサベラ（パルマ公 フィリッポの娘）
- マリア・アマーリア ＝ フェルディナンド（パルマ公 ヨーゼフ2世妃　マリア・イザベラの弟）
- レオポルト2世 ＝ マリア・ルドヴィカ（スペイン国王 カルロス3世の娘）
- マリア・カロリーナ ＝ フェルディナンド4・3世（ナポリ国王・シチリア国王）
- フェルディナント ＝ マリア・ベアトリーチェ（モデナ公女） ※ブルボン家ではない
- マリア・アントーニア ＝ ルイ16世（フランス国王）

## 「女帝」マリア・テレジア

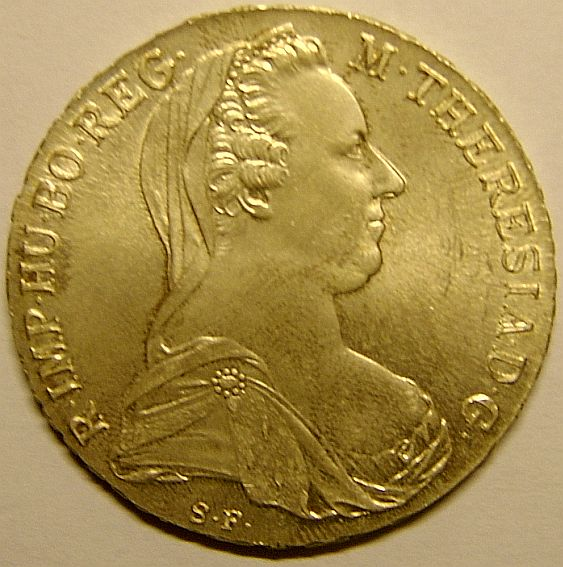
マリア・テレジアが刻まれた銀貨

- - 一般に「女帝」と呼ばれ、実態も女帝そのものであったが、実際には神聖ローマ皇帝に即位したことはない。前述のようにハプスブルク家の領国と家督を相続したのはマリア・テレジアであるため、彼女の肖像画にはローマ皇帝の帝冠が添えられている場合が多く、当時も少なくとも領国内では「女帝」視されていた。正式には皇后でしかない彼女がこのように扱われる理由としては、次のような点が考えられる[誰?]。
    1. 夫である皇帝がフランス国境沿い（現フランス領）の小国ロレーヌ公国出身の養子的存在であり、ハプスブルク家領国内において実際の政治的権力をほとんど持たなかったこと。
    2. 帝位は夫のものであったが、ハプスブルク家当主が継承してきたオーストリア大公の位には彼女が就いていたこと。つまり、実質的に国家の実態を失っていた神聖ローマ帝国よりも、その盟主的位置にある（法的には国家ではなくハプスブルク家を媒介とする曖昧な存在だが）オーストリアおよびハプスブルク家支配地域のほうが事実上の政体（ハプスブルク君主国）と見なされていた。したがって、兼位しない場合は皇帝位は単なる国家連合議長にすぎず、オーストリア大公位の方が遥かに政治的権限が強かったこと。

このためフランツは夫君、王配としてのイメージで捉えられ、マリア・テレジアの女帝的性格（実際には皇后・女王）が広まったといえる。百科事典などにおいてもマリア・テレジアは伝統的に「女帝（神聖ローマ女帝）」として掲載される場合が非常に多く、日本国外でも同じ傾向にある。

## 逸話
- 英語名は「マリア・テレサ」（Maria Theresa）、フランス語名では「マリー・テレーズ」（Marie Thérèse）。日本で歴史上の人物「マリア・テレジア」本人を指す場合はほとんどの場合「マリア・テレジア」が用いられる。「マリア・テレサ」と表記されて使われている場合は「ものや場所の呼び名（呼称）」として「マリア・テレジアにちなんで」名づけられている場合であり、その対象は「もの」や「場所」（まれに「人物」）となる。「マリア・テレジア」本人の記述として「マリア・テレサ」が使用されるのは珍しい（例：シュテファン・ツワイク『マリー・アントワネット』高橋禎二、秋山英夫訳の岩波文庫版）。
- オーストリアの将軍プリンツ・オイゲンがマリア・テレジアの結婚相手にフリードリヒ2世を推挙したことに際し、次のような噂が残されている[62]。
  - フリードリヒは密かにウィーンを訪れ、マリア・テレジアに好意を抱き、結婚を望んだがかなわなかった。彼はその後マリア・テレジアをはじめ、女性を嘲笑する言動が目立つようになり、そのためにフランスやロシアも敵に回すことになったという。フリードリヒは結婚生活も破綻しており、実姉以外では、マリア・テレジア以外に好意を持った女性は見当たらない。
- シェーンブルン宮殿の黄色は「テレジアン・イエロー」とも呼ばれる。しかし彼女が好んだ色というわけではなく、宮殿の塗装を決める際、夫フランツが「金にしよう」と言ったものの経済事情が厳しいため、彼女が黄色に決定したという。宮殿内に「日本の間」があり、素晴らしい古伊万里コレクションがある。
- 当時の王侯の中でも語学力は高く、ドイツ語・イタリア語・フランス語・ラテン語を自在に話せた。
- モーツァルトの事を毛嫌いしていた。これは、1762年に父のレオポルトが息子の売り込みのために無理やり自らに謁見したためである[63]。息子たちにもモーツァルトを雇用しないようくぎを刺したため、モーツァルトは終生ウィーンを含む各宮廷の要職に付けずに貧困のうちに没することとなる。唯一の例外はヨーゼフ2世のみであり、マリア・テレジアに従う重臣たちの意向を覆すことはできなかった。

## マリア・テレジアが登場する作品

### 映画
- アメリカ映画『マリー・アントアネットの生涯』（1938年） - マリア・テレジア役：アルマ・クルーガー
- オーストリア映画『マリア・テレジア』（1951年） - マリア・テレジア役：パウラ・ヴェセリー
- アメリカ映画『マリー・アントワネット』（2006年） - マリア・テレジア役：マリアンヌ・フェイスフル

### 小説
- 藤本ひとみ『ハプスブルクの宝剣』 - 主人公は流転しつつ、恩人であるフランツ・シュテファンのため、カール6世～マリア・テレジア時代のオーストリア宮廷に仕える。2010年に宝塚歌劇団で舞台化（→ハプスブルクの宝剣）。

### 漫画
- 庄司陽子『マリア・テレジア』 - 『BE・LOVE』（講談社）30周年に書き下ろした漫画作品。『生徒諸君!教師編』コミックス第25巻に同時収録。
- 池田理代子『ベルサイユのばら』 -『週刊マーガレット』（集英社） - 序盤に主要な役柄として登場する。1974年以降、宝塚歌劇団で舞台化（→ベルサイユのばら）。
- 紅林直『かの名はポンパドール』 - 佐藤賢一の小説を漫画化し『ジャンプ改』（集英社）誌上で連載された作品。幼いマリー・アントワネットと宰相カウニッツも一緒に登場した。
- 惣領冬実『マリー・アントワネット』 - 『週刊モーニング』（講談社）で全4話の構成で連載された漫画。史上初のヴェルサイユ宮殿による監修。他界するまで夫フランツ1世の喪に服していたと史実にある通り、黒衣を身に纏っていた。
- 神奈幸子『ロスマリンの伝説』 - 『別冊少女フレンド』（講談社）1977年1月号から6月号まで連載された漫画。カール6世の死後、逆賊トルテリア公やプロイセンと内通して皇位を狙うバイエルン公や諸外国により「オーストリア継承戦争」が起こり、苦難を乗り越え新皇帝マリア＝テレジアはオーストリアを守り抜く。
- 迎夏生『マリア・テレジア』 -『コミック版世界の伝記』（ポプラ社）第43巻。監修・石井美樹子。生涯を描いた伝記漫画。
- みやのはる『ラ・マキユーズ～ヴェルサイユの化粧師～』 - 『COMIC BRIDGE online』（KADOKAWA）で連載された漫画。過去のフランスにタイムスリップした主人公（化粧品開発の研究者）をオーストリアまで連行、娘マリア・エリーザベトの天然痘でただれた顔を美しくメイクするよう求める。
- 小出よしと『悪役令嬢に転生したはずがマリー・アントワネットでした』 -『月刊コミックフラッパー』（KADOKAWA）で連載された漫画。序盤に登場し、元日本人でマリー・アントワネットに転生しながら王族としての自覚に欠ける主人公をフランス王太子妃として送り出すことを周囲の反対を押し切って決意する。